# Championnat du monde de vitesse moto 1974
Navigation
Édition précédente Édition suivante
Le Championnat du monde de vitesse moto 1974 est la 26e saison de vitesse moto organisée par la FIM.

Ce championnat comporte douze courses de Grand Prix, pour cinq catégories : 500 cm3, 350 cm3, 250 cm3, 125 cm3 et 50 cm3.

## Attribution des points
Les points du championnat sont attribués aux dix premiers de chaque course :
| Classement | 1  | 2  | 3  | 4 | 5 | 6 | 7 | 8 | 9 | 10 |
| ---------- | -- | -- | -- | - | - | - | - | - | - | -- |
| Points     | 15 | 12 | 10 | 8 | 6 | 5 | 4 | 3 | 2 | 1  |

## Grand Prix
| N° | Course                            | Lieu             | Vainqueur 50 cm³     | Vainqueur 125 cm³ | Vainqueur 250 cm³ | Vainqueur 350 cm³ | Vainqueur 500 cm³ | Résultat |
| -- | --------------------------------- | ---------------- | -------------------- | ----------------- | ----------------- | ----------------- | ----------------- | -------- |
| 1  | Grand Prix de France              | Clermont-Ferrand | Henk van Kessel      | Kent Andersson    |                   | Giacomo Agostini  | Phil Read         | Résultat |
| 2  | Grand Prix d'Allemagne de l'Ouest | Nürburgring      | Ingo Emmerich        | Fritz Reitmaier   | Helmut Kassner    | Helmut Kassner    | Edmund Czihak     | Résultat |
| 3  | Grand Prix d'Autriche             | Salzburgring     |                      | Kent Andersson    |                   | Giacomo Agostini  | Giacomo Agostini  | Résultat |
| 4  | Grand Prix des Nations            | Imola            | Henk van Kessel      | Angel Nieto       | Walter Villa      | Giacomo Agostini  | Franco Bonera     | Résultat |
| 5  | Tourist Trophy                    | Île de Man       |                      |                   | Charlie Williams  | Tony Rutter       | Phil Carpenter    | Résultat |
| 6  | Grand Prix des Pays-Bas           | Assen            | Herbert Rittberger   | Bruno Kneubühler  | Walter Villa      | Giacomo Agostini  | Giacomo Agostini  | Résultat |
| 7  | Grand Prix de Belgique            | Spa              | Gerhard Thurow       | Angel Nieto       | Kent Andersson    |                   | Phil Read         | Résultat |
| 8  | Grand Prix de Suède               | Anderstorp       | Henk van Kessel      | Kent Andersson    | Takazumi Katayama | Teuvo Lansivuori  | Teuvo Lansivuori  | Résultat |
| 9  | Grand Prix de Finlande            | Imatra           | Julien van Zeebroeck |                   | Walter Villa      | John Dodds        | Phil Read         | Résultat |
| 10 | Grand Prix de Tchécoslovaquie     | Brno             | Henk van Kessel      | Kent Andersson    | Walter Villa      |                   | Phil Read         | Résultat |
| 11 | Grand Prix de Yougoslavie         | Opatija          | Henk van Kessel      | Kent Andersson    | Chas Mortimer     | Giacomo Agostini  |                   | Résultat |
| 12 | Grand Prix d'Espagne              | Montjuïc         | Henk van Kessel      | Kent Andersson    | John Dodds        | Víctor Palomo     |                   | Résultat |

## Résultats de la saison

### Championnat 1974 catégorie 500 cm³
| Clas. | Pilote           | Pays                 | Constructeur | Points | Victoires |
| ----- | ---------------- | -------------------- | ------------ | ------ | --------- |
| 1     | Phil Read        | Royaume-Uni          | MV Agusta    | 82     | 4         |
| 2     | Franco Bonera    | Italie               | MV Agusta    | 69     | 1         |
| 3     | Teuvo Lansivuori | Finlande             | Yamaha       | 67     | 1         |
| 4     | Giacomo Agostini | Italie               | Yamaha       | 47     | 2         |
| 5     | Jack Findlay     | Australie            | Suzuki       | 34     | 0         |
| 6     | Barry Sheene     | Royaume-Uni          | Suzuki       | 30     | 0         |
| 7     | Dieter Braun     | Allemagne de l'Ouest | Yamaha       | 22     | 0         |
| 8     | Pentti Korhonen  | Finlande             | Yamaha       | 22     | 0         |
| 9     | Billie Nelson    | Royaume-Uni          | Yamaha       | 21     | 0         |
| 10    | Charlie Williams | Royaume-Uni          | Yamaha       | 18     | 0         |

### Championnat 1974 catégorie 350 cm³
| Clas. | Pilote           | Pays                 | Constructeur    | Points | Victoires |
| ----- | ---------------- | -------------------- | --------------- | ------ | --------- |
| 1     | Giacomo Agostini | Italie               | Yamaha          | 75     | 5         |
| 2     | Dieter Braun     | Allemagne de l'Ouest | Yamaha          | 62     | 0         |
| 3     | Patrick Pons     | France               | Yamaha          | 47     | 0         |
| 4     | John Dodds       | Australie            | Yamaha          | 31     | 1         |
| 5     | Chas Mortimer    | Royaume-Uni          | Yamaha          | 29     | 0         |
| 6     | Teuvo Lansivuori | Finlande             | Yamaha          | 27     | 1         |
| 7     | Pentti Korhonen  | Finlande             | Yamaha          | 25     | 0         |
| 7     | Michel Rougerie  | France               | Harley-Davidson | 25     | 0         |
| 9     | Víctor Palomo    | Espagne              | Yamaha          | 24     | 1         |
| 10    | Billie Nelson    | Royaume-Uni          | Yamaha          | 21     | 0         |

### Championnat 1974 catégorie 250 cm³
| Clas. | Pilote            | Pays                 | Constructeur    | Points | Victoires |
| ----- | ----------------- | -------------------- | --------------- | ------ | --------- |
| 1     | Walter Villa      | Italie               | Harley-Davidson | 77     | 4         |
| 2     | Dieter Braun      | Allemagne de l'Ouest | Yamaha          | 58     | 0         |
| 3     | Patrick Pons      | France               | Yamaha          | 50     | 0         |
| 4     | Takazumi Katayama | Japon                | Yamaha          | 43     | 1         |
| 5     | Bruno Kneubühler  | Suisse               | Yamaha          | 43     | 0         |
| 6     | Chas Mortimer     | Royaume-Uni          | Yamaha          | 41     | 1         |
| 7     | John Dodds        | Australie            | Yamaha          | 38     | 1         |
| 8     | Kent Andersson    | Suède                | Yamaha          | 34     | 1         |
| 9     | Michel Rougerie   | France               | Harley-Davidson | 21     | 0         |
| 10    | Mick Grant        | Royaume-Uni          | Yamaha          | 18     | 0         |
| 10    | Pentti Korhonen   | Finlande             | Yamaha          | 18     | 0         |

### Championnat 1974 catégorie 125 cm³
| Clas. | Pilote            | Pays                 | Constructeur | Points | Victoires |
| ----- | ----------------- | -------------------- | ------------ | ------ | --------- |
| 1     | Kent Andersson    | Suède                | Yamaha       | 87     | 5         |
| 2     | Bruno Kneubühler  | Suisse               | Yamaha       | 63     | 1         |
| 3     | Angel Nieto       | Espagne              | Derbi        | 60     | 2         |
| 4     | Otello Buscherini | Italie               | Malanca      | 60     | 0         |
| 5     | Henk van Kessel   | Pays-Bas             | Bridgestone  | 30     | 0         |
| 6     | Thierry Tchernine | France               | Yamaha       | 25     | 0         |
| 7     | Harald Bartol     | Autriche             | Suzuki       | 23     | 0         |
| 8     | Leif Gustafsson   | Suède                | Maico        | 23     | 0         |
| 9     | Benjamin Grau     | Espagne              | Derbi        | 21     | 1         |
| 10    | Gert Bender       | Allemagne de l'Ouest | Bender       | 20     | 0         |

### Championnat 1974 catégorie 50 cm³
| Clas. | Pilote               | Pays                 | Constructeur      | Points | Victoires |
| ----- | -------------------- | -------------------- | ----------------- | ------ | --------- |
| 1     | Henk van Kessel      | Pays-Bas             | Van Veen Kreidler | 90     | 6         |
| 2     | Herbert Rittberger   | Allemagne de l'Ouest | Kreidler          | 65     | 1         |
| 3     | Julien van Zeebroeck | Belgique             | Kreidler          | 59     | 1         |
| 4     | Gerhard Thurow       | Allemagne de l'Ouest | Kreidler          | 57     | 1         |
| 5     | Rudolf Kunz          | Allemagne de l'Ouest | Kreidler          | 52     | 0         |
| 6     | Ulrich Graf          | Allemagne de l'Ouest | Kreidler          | 44     | 0         |
| 7     | Jan Bruins           | Pays-Bas             | Jamathi           | 27     | 0         |
| 8     | Otello Buscherini    | Italie               | Malanca           | 26     | 0         |
| 9     | Stefan Dörflinger    | Suisse               | Kreidler          | 25     | 0         |
| 10    | Jan Huberts          | Pays-Bas             | Van Veen Kreidler | 25     | 0         |